# ZFC Meuselwitz
Zipsendorfer Fußballclub Meuselwitz é uma agremiação esportiva alemã, fundada em 1919, sediada em Meuselwitz, na Turíngia.

## História
As origens do clube remontam para o estabelecimento de Zipsendorf Aktivist, em 1919. Após a Segunda Guerra Mundial o clube jogou como BSG Zipsendorf Aktivist e desfrutou de algum sucesso inicial com três títulos consecutivos (1954-1956), na Altenburg Kreisliga, e uma vitória em 1962 em âmbito local. 
No entanto, a equipe permaneceu atolada nos escalões inferiores da Alemanha Oriental. Quando a comunidade de Zipsendorf foi incorporada à Meuselwitz, em 1976,  a equipe foi rebatizada BSG Meuselwitz Aktivist. 
Em 1991, após a reunificação alemã no ano anterior, o time juntou-se brevemente ao SV Bergbau como departamento de futebol antes de alçar vôo por conta própria, primeiro como FV Zipsendorf, e depois, em 1994, como Zipsendorfer Fussballclub Meuselwitz.
A meio da década o clube iniciou uma subida nas divisões inferiores do futebol alemão. Entre 1993 e 1997, conseguiu quatro títulos consecutivos antes de se estabelecer na Turíngia Landesliga (V) por sete temporadas.
Sob o comando de Damian Halata o clube alcançou as semifinais da Thüringerpokal 2003 (Thüringer Cup) e na temporada seguinte conquistou o título da Landesliga, avançando para a Oberliga Nordost-Süd (IV).
A associação tem crescido e já inclui os departamentos de boliche e Animadora de torcida.

## Títulos
- NOFV-Oberliga Süd (V) Campeão: 2009;
- Landesliga Thüringen (V) Campeão: 2004;
- Landesklasse Ost (V) Campeão: 1997;
- Kreisliga Altenburg (VI) Campeão: 1994;
- Bezirksliga Gera (VI) Campeão: 1996;
- Bezirksklasse Gera (VII) Campeão: 1995;